# Jørgen Paulsen
Jørgen Paulsen (født 19 april 1909, død 23. september 2001) var fra 1953 til 1976 museumsdirektør på Det Nationalhistoriske Museum på Frederiksborg Slot.
Han er født og opvokset på "Kværngaard", Vester Sottrup. Hans forældre er gårdejer Jørgen Paulsen (1882-1947) og Sophie f. Lorentzen (1883-1972).
Jørgen Paulsen blev gift den 4. oktober 1935 i Nybøl Kirke med Mimi Katrine Bladt, født 12. februar 1911 i Stenderup.
1927 blev han student fra Sønderborg Statsskole og cand.mag. i 1934, og efter et år som gymnasielærer blev han assistent på Det Nationalhistoriske Museum på Frederiksborg Slot og 1938 museumsinspektør. Fra 1953 til 1976 var han museets direktør. I hans direktørtid udførtes krævende forandringer af museets ydre rammer. Jørgen Paulsen udbyggede museets position som centrum for dansk portrætshistorisk forskning. Det var også under hans ledelse, at museet på Frederiksborg Slot udviklede sig til et populært udflugtsmål for almindelige mennesker med interesse for det historiske og nationale. Men hans erfaringer og sagkundskab blev udnyttet flere steder, blandt andet ved restaureringerne af Koldinghus og Sønderborg Slot.
Han var med sin foredragsvirksomhed med til at holde historieinteressen levende gennem sin viden og sit personlige engagement. Oplysningen om museets egne samlinger skete ved omvisninger og udarbejdelsen af nye vejledninger og et billedhæfte. Dertil kom initiativet til en række særudstillinger med tilhørende fyldige kataloger. Han var medredaktør af værker som f.eks. Danmarks historie i billeder, 1955-69, Danmarkshistoriens blå bog, 1971, Danmark. Historisk billedbog I-IV, 1969-71 og Sønderjylland. Historisk billedbog I-II, 1964-79. Hans kendskab til Sønderjyllands historie og vilkår har resulteret i en lang række afhandlinger om landsdelens forhold. Hans nationale arv medførte også et engagement i det nordiske arbejde som rakte langt ud over det snævert faglige.
Efter sin pensionering i 1976 udgav han sammen med H.P. Clausen i 1980 værket om Augustenborgerne hvor han som historiker har sammenfattet et langt livs arbejde med denne slægt og for første gang givet en dybtgående bearbejdelse af dens betydning for landsdelens og Danmarks historie.
Paulsen blev Ridder af Dannebrogordenen 1953, Ridder af 1. grad 1960 og slutteligt Kommandør 1975.

## Eksterne henvisning og kilde
- Jørgen Paulsen i Dansk Biografisk Leksikons 3. udgave (1979-84)
- Jørgen Paulsen på gravsted.dk